# Marel Baldvinsson
Marel Jóhann Baldvinsson (Kópavogur, 18 dicembre 1980) è un ex calciatore islandese che giocava come attaccante.

## Carriera

### Club
Baldvinsson iniziò la carriera con il Breiðablik, ma passò ai norvegesi dello Stabæk in giovane età. Debuttò nella Tippeligaen il 2 agosto 2000, nella sconfitta per 3-2 contro il Tromsø. Il 27 agosto arrivò la prima rete, nel successo per 2-0 sul Moss.
Passò poi al belgi del Lokeren a gennaio 2003. Nel 2006 tornò al Breiðablik, ma nel corso dell'anno firmò per il Molde. Tornò a giocare nella Tippeligaen il 10 settembre, nel 3-1 inflitto al Viking. Il 24 settembre segnò la prima rete, nel successo per 2-0 sul Lillestrøm. Il Molde non raggiunse però la salvezza e retrocesse in Adeccoligaen. Baldvinsson contribuì all'immediata promozione, però, con 6 reti in 17 incontri.
Dopo quella stagione, lasciò la Norvegia e tornò al Breiðablik. Vestì poi la maglia del Valur e, nel 2010, quella dello Stjarnan.

### Nazionale
Baldvinsson conta 17 presenze per l'Islanda. Debuttò ad agosto 2001, subentrando a Tryggvi Guðmundsson in un match amichevole contro la Polonia.